# Фомін Юхим Мойсейович
Юхим Мойсейович Фомін (15 січня 1909, Колишки Вітебського повіту Вітебської губернії — 30 червня 1941, Холмська брама, Берестя, Білоруська РСР, СРСР) — радянський офіцер, полковий комісарів дивізії. Один із керівників оборони Берестейської фортеці в червні 1941 року.

## Біографія
Народився в містечку Колишки Вітебського повіту (нині село Колишки Ліозненського району) у бідній єврейській родині (батько — коваль, мати — швачка). Після смерті батьків виховувався тіткою, потім дядьком.
- 1921 — учень перукаря, потім шевця у Вітебську.
- 1922 — прийнятий вихованцем до Вітебського дитячого будинку[3].
- 1924 — вступив до комсомолу.
- 1927—1929 — Псковська окружна комуністична радянсько-партійна школа II ступеня[3].
- 1929 — Коломенська радянсько-партійна школа. Після закінчення працював інструктором Коломенського райкому партії.
- 1930 — вступив до ВКП(б)[3].
- 1932 — направлений за партійною мобілізацією на політичну роботу в РСЧА. Секретар комсомольської організації зенітного полку, політрук роти, інструктор політвідділу стрілецької дивізії, військовий комісар стрілецького полку.
- 1938 — закінчив курси при політуправлінні Харківського військового округу. За відмінне навчання та активну громадську роботу отримав подяку від командування, а від політуправління — іменний годинник із написом «За особливі успіхи в опануванні більшовизмом».
- Серпень 1938 — військовий комісар 23-ї Харківської ордена Леніна Червонопрапорної стрілецької дивізії.
- Вересень 1939 — у складі дивізії брав участь у Польському поході РСЧА[3].
- Літо 1940 — у складі дивізії вступив на територію Латвії, перебував у Даугавпілсі[3].
- Березень 1941 — за незаслуженим звинуваченням переведений до Берестя на посаду заступника командира 84-го стрілецького полку 6-ї Орловської Червонопрапорної стрілецької дивізії[3].
- 22 червня 1941 — очолив оборону Берестейської фортеці в кільцевій казармі на ділянці біля Холмської брами[6].
- 23 червня поранений уламком в голову, не смертельно, але тим не меньш продовжував керувати обороною на своїй ділянці.
- 24 червня 1941 — заступник командира штабу оборони фортеці.
- У ніч на 25 червня 1941 року очолив прорив зведеної групи в районі кільцевої казарми біля Холмської брами, але прорив не увінчався успіхом, група червоноармійців із втратами відступила назад у фортечні каземати, де продовжила опір у наступні дні.
- 30 червня 1941 — потрапив у полон у казармах 33-го окремого інженерного полку[7], і один із полонених бійців видав його нацистам як єврея та як комісара. Фомін був розстріляний — імовірно, біля Холмської брами фортеці.
- 3 січня 1957 - постановою президії верховної ради РСФСР, полкового комісара  84-го стрілецького полку 6-ї Орловської червоно-прапорної дивізії нагороджено орденом ім. Леніна, посмертно.

## Посмертна реабілітація

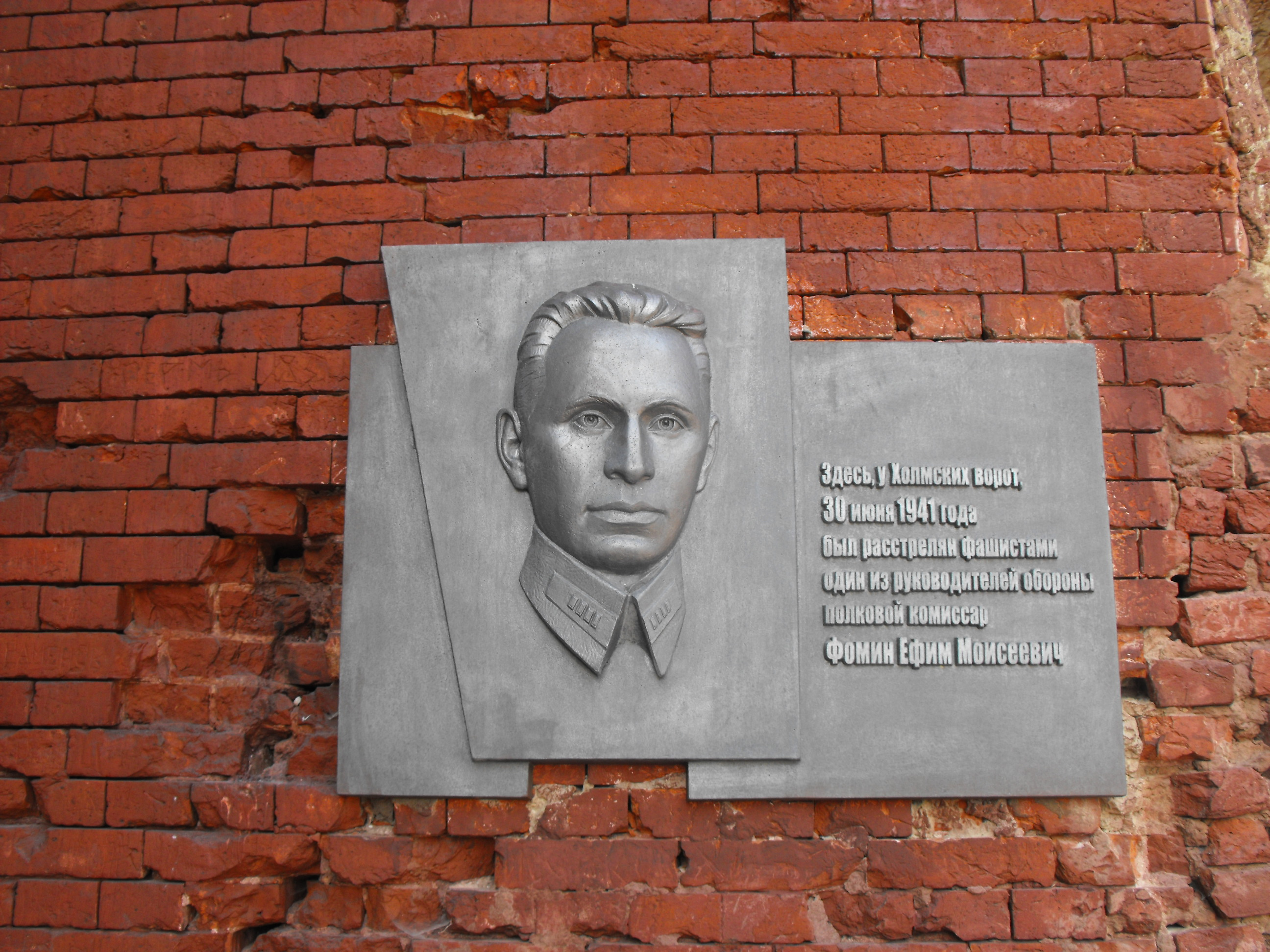
Меморіальна дошка на місці розстрілу Ю. М. Фоміна

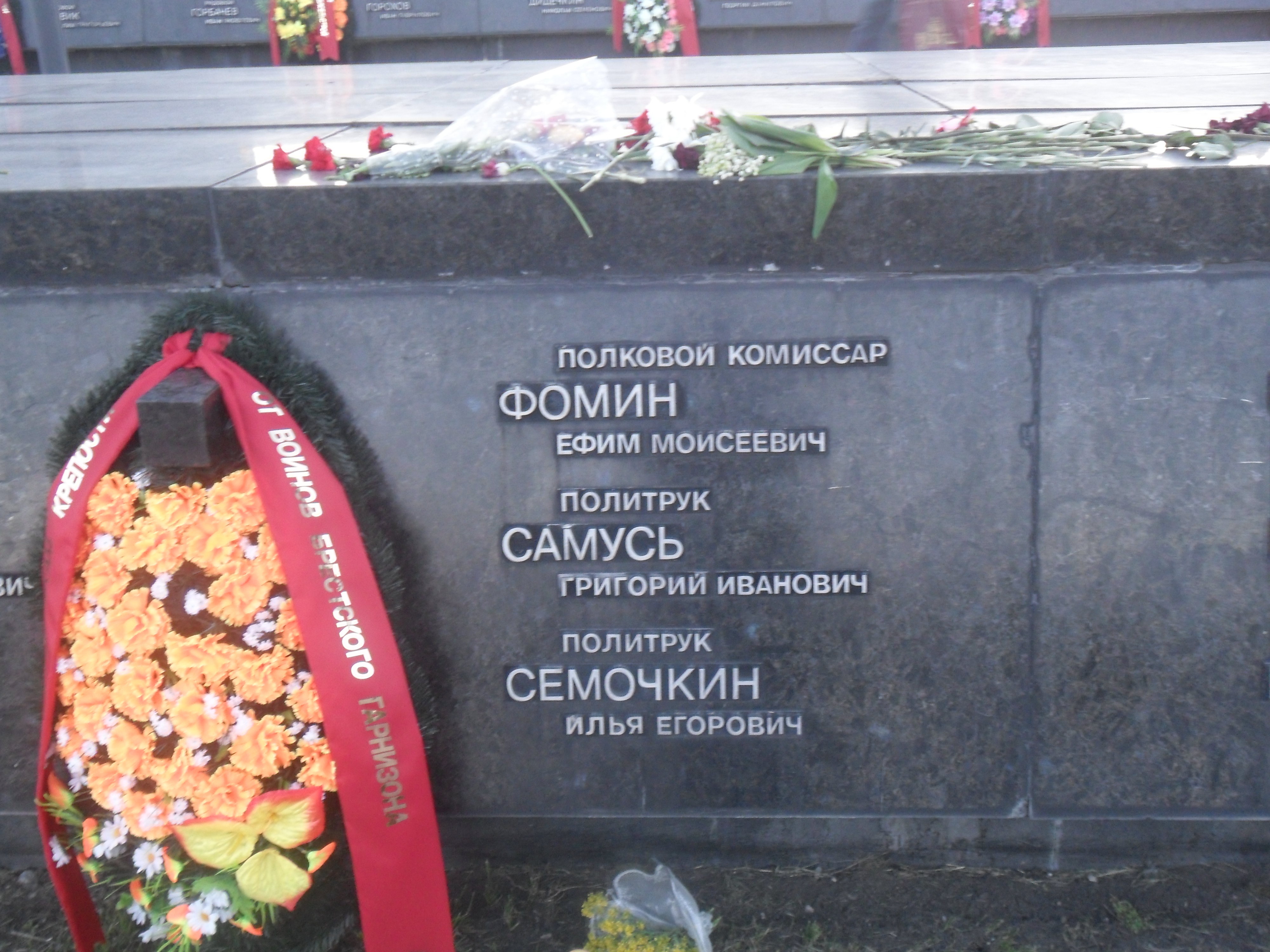
Табличка з ім'ям Фоміна серед поховань учасників оборони Брестської фортеці

- 3 січня 1957 Указом Президії Верховної Ради СРСР посмертно нагороджений орденом Леніна[3].
- 8 травня 1991 року за клопотанням ветеранів 23-ї дивізії Міністр оборони СРСР скасував пункт наказу 1941 року про застосування до Ю. М. Фоміну незаслуженого стягнення та поновив його на посаді заступника командира дивізії.

## Сім'я
Дружина та син Юрій встигли евакуюватися з Латвії на початку війни. Після війни син Юрій (пом. 2013) та онук Олег жили у Києві. Юрій Фомін у 1957 р. отримав орден, яким нагородили його батька, а пізніше випустив книгу, де зібрав свідоцтва про свого батька.

## У кінематографі
- У фільмі «Битва за Москву» (1985) роль Юхима Фоміна виконав Еммануїл Віторган.
- У фільмі «Брестська фортеця» (2010) роль Юхима Фоміна виконав Павло Дерев'янко.

### Документальні фільми
- 2010 — документально-ігровий фільм Олексія Пивоварова «Берестя. Кріпосні герої» (НТВ).